# Reprezentacja Austrii na Mistrzostwach Świata w Narciarstwie Klasycznym 2013
Reprezentacja Austrii na Mistrzostwach Świata w Narciarstwie Klasycznym 2013 – grupa zawodników i zawodniczek, wybranych przez Austriacki Związek Narciarski do reprezentowania Austrii na Mistrzostwach Świata w Narciarstwie Klasycznym 2013 w Val di Fiemme.

## Zdobyte medale
| Medal | Zawodnik                                                                         | Dyscyplina          | Konkurencja                     | Data       |
| ----- | -------------------------------------------------------------------------------- | ------------------- | ------------------------------- | ---------- |
| 1     | Wolfgang Loitzl Manuel Fettner Thomas Morgenstern Gregor Schlierenzauer          | skoki narciarskie   | konkurs drużynowy mężczyzn      | 02.03.2013 |
| 2     | Mario Stecher                                                                    | kombinacja norweska | Zawody indywidualne HS106/10 km | 22.02.2013 |
| 3     | Gregor Schlierenzauer                                                            | skoki narciarskie   | konkurs indywidualny (HS 106)   | 23.02.2013 |
| 4     | Chiara Hölzl Thomas Morgenstern Jacqueline Seifriedsberger Gregor Schlierenzauer | skoki narciarskie   | konkurs drużyn mieszanych       | 24.02.2013 |
| 5     | Bernhard Gruber                                                                  | kombinacja norweska | Zawody indywidualne HS134/10 km | 28.02.2013 |
| 6     | Bernhard Gruber Wilhelm Denifl                                                   | kombinacja norweska | Sprint drużynowy HS134/2x7,5 km | 02.03.2013 |
| 7     | Jacqueline Seifriedsberger                                                       | skoki narciarskie   | konkurs indywidualny kobiet     | 21.02.2013 |

### Klasyfikacja zawodników
| Lp. | Zawodnik                   | Dyscyplina          | złoto | srebro | brąz | Suma |
| --- | -------------------------- | ------------------- | ----- | ------ | ---- | ---- |
| 1.  | Gregor Schlierenzauer      | skoki narciarskie   | 1     | 2      | 0    | 3    |
| 2.  | Thomas Morgenstern         | skoki narciarskie   | 1     | 1      | 0    | 2    |
| 3.  | Bernhard Gruber            | kombinacja norweska | 0     | 2      | 0    | 2    |
| 4.  | Jacqueline Seifriedsberger | skoki narciarskie   | 0     | 1      | 1    | 2    |
| 5.  | Wolfgang Loitzl            | skoki narciarskie   | 1     | 0      | 0    | 1    |
| 5.  | Manuel Fettner             | skoki narciarskie   | 1     | 0      | 0    | 1    |
| 7.  | Mario Stecher              | kombinacja norweska | 0     | 1      | 0    | 1    |
| 7.  | Chiara Hölzl               | skoki narciarskie   | 0     | 1      | 0    | 1    |
| 7.  | Wilhelm Denifl             | kombinacja norweska | 0     | 1      | 0    | 1    |

## Wyniki reprezentantów Austrii

### Biegi narciarskie
| Data       | Konkurencja                    | Zawodnik           | Kwalifikacje | Kwalifikacje | Kwalifikacje | Ćwierćfinał | Ćwierćfinał | Ćwierćfinał | Półfinał | Półfinał | Półfinał | Finał     | Miejsce | Źródła |
| Data       | Konkurencja                    | Zawodnik           | Czas         | Miejsce      | Miejsce      | Czas        | Miejsce     | Miejsce     | Czas     | Miejsce  | Miejsce  | Czas      | Miejsce | Źródła |
| ---------- | ------------------------------ | ------------------ | ------------ | ------------ | ------------ | ----------- | ----------- | ----------- | -------- | -------- | -------- | --------- | ------- | ------ |
| 21.02.2013 | sprint kobiet                  | Kateřina Smutná    | 3:28.26      | 11.          | Q            |             | 13.         | nq          | NQ       | NQ       | NQ       | NQ        | 13.     | [ 1 ]  |
| 21.02.2013 | sprint kobiet                  | Kerstin Muschet    | 3:38.30      | 39.          | nq           | NQ          | NQ          | NQ          | NQ       | NQ       | NQ       | NQ        | 39.     | [ 1 ]  |
| 21.02.2013 | sprint mężczyzn                | Max Hauke          | 3:43.18      | 48.          | nq           | NQ          | NQ          | NQ          | NQ       | NQ       | NQ       | NQ        | 48.     | [ 2 ]  |
| 21.02.2013 | sprint mężczyzn                | Aurelius Herburger | 3:45.88      | 52.          | nq           | NQ          | NQ          | NQ          | NQ       | NQ       | NQ       | NQ        | 52.     | [ 2 ]  |
| 23.02.2013 | bieg łączony kobiet na 15 km   | Kateřina Smutná    | —            | —            | —            | —           | —           | —           | —        | —        | —        | 40:58.9   | 18.     | [ 3 ]  |
| 23.02.2013 | bieg łączony kobiet na 15 km   | Teresa Stadlober   | —            | —            | —            | —           | —           | —           | —        | —        | —        | 41:45.4   | 29.     | [ 3 ]  |
| 23.02.2013 | bieg łączony mężczyzn na 30 km | Johannes Duerr     | —            | —            | —            | —           | —           | —           | —        | —        | —        | 1:13:26.0 | 15.     | [ 4 ]  |
| 26.02.2013 | bieg na 10 km kobiet           | Teresa Stadlober   | –            | –            | PQ           | —           | —           | —           | —        | —        | —        | 27:00.8   | 26.     | [ 5 ]  |
| 26.02.2013 | bieg na 15 km mężczyzn         | Johannes Duerr     | –            | –            | PQ           | —           | —           | —           | —        | —        | —        | 37:49.3   | 43.     | [ 6 ]  |
| 26.02.2013 | bieg na 15 km mężczyzn         | Max Hauke          | –            | –            | PQ           | —           | —           | —           | —        | —        | —        | 37:56.2   | 45.     | [ 6 ]  |
| 26.02.2013 | bieg na 15 km mężczyzn         | Bernhard Tritscher | –            | –            | PQ           | —           | —           | —           | —        | —        | —        | 38:08.6   | 51.     | [ 6 ]  |
| 26.02.2013 | bieg na 15 km mężczyzn         | Aurelius Herburger | –            | –            | PQ           | —           | —           | —           | —        | —        | —        |           | DNF     | [ 6 ]  |

| Data       | Konkurencja                                | Zawodnik            | Półfinał       | Półfinał    | Półfinał | Półfinał | Finał          | Finał       | Miejsce | Źródła |
| Data       | Konkurencja                                | Zawodnik            | Czas zawodnika | Czas łączny | Miejsce  | Miejsce  | Czas zawodnika | Czas łączny | Miejsce | Źródła |
| ---------- | ------------------------------------------ | ------------------- | -------------- | ----------- | -------- | -------- | -------------- | ----------- | ------- | ------ |
| 24.02.2013 | sprint drużynowy kobiet techniką dowolną   | Kerstin Muschet     | 11:30.32       | 22:38.74    | 16.      | nq       | NQ             | NQ          | 16.     | [ 7 ]  |
| 24.02.2013 | sprint drużynowy kobiet techniką dowolną   | Kateřina Smutná     | 11:08.42       | 22:38.74    | 16.      | nq       | NQ             | NQ          | 16.     | [ 7 ]  |
| 24.02.2013 | sprint drużynowy mężczyzn techniką dowolną | Harald Wurm         |                | 22:02.06    | 10.      | q        | 10:44:57       | 21:39.36    | 7.      | [ 8 ]  |
| 24.02.2013 | sprint drużynowy mężczyzn techniką dowolną | Bernhard Tritscher  |                | 22:02.06    | 10.      | q        | 10:54.79       | 21:39.36    | 7.      | [ 8 ]  |
| 28.02.2013 | sztafeta 4 × 5 km kobiet                   | Kateřina Smutná     | —              | —           | —        | —        | 16:15.0        | 1:04:50.6   | 11.     | [ 9 ]  |
| 28.02.2013 | sztafeta 4 × 5 km kobiet                   | Teresa Stadlober    | —              | —           | —        | —        | 16:46.8        | 1:04:50.6   | 11.     | [ 9 ]  |
| 28.02.2013 | sztafeta 4 × 5 km kobiet                   | Veronika Mayerhofer | —              | —           | —        | —        | 15:45.42       | 1:04:50.6   | 11.     | [ 9 ]  |
| 28.02.2013 | sztafeta 4 × 5 km kobiet                   | Kerstin Muschet     | —              | —           | —        | —        | 16:03.6        | 1:04:50.6   | 11.     | [ 9 ]  |

### Skoki narciarskie
| Data                                   | Konkurencja                           | Zawodnik                   | Kwalifikacje | Kwalifikacje | Kwalifikacje | Kwalifikacje | Seria 1   | Seria 1   | Seria 2   | Seria 2   | Nota łączna | Miejsce | Źródła        |
| Data                                   | Konkurencja                           | Zawodnik                   | Odległość    | Nota         | Miejsce      | Miejsce      | Odległość | Nota      | Odległość | Nota      | Nota łączna | Miejsce | Źródła        |
| -------------------------------------- | ------------------------------------- | -------------------------- | ------------ | ------------ | ------------ | ------------ | --------- | --------- | --------- | --------- | ----------- | ------- | ------------- |
| 21.02.2013 (kwalifikacje) – 22.02.2013 | konkurs indywidualny kobiet           | Chiara Hölzl               | —            | —            | —            | —            | 95,5 m    | 98.9 pkt  | 94,5 m    | 105.4 pkt | 204.3 pkt   | 9.      | [ 10 ]        |
| 21.02.2013 (kwalifikacje) – 22.02.2013 | konkurs indywidualny kobiet           | Katharina Keil             | —            | —            | —            | —            | 85,0 m    | 77.6 pkt  | NQ        | NQ        | 77.6 pkt    | 36.     | [ 10 ]        |
| 21.02.2013 (kwalifikacje) – 22.02.2013 | konkurs indywidualny kobiet           | Jacqueline Seifriedsberger | —            | —            | —            | —            | 104,0 m   | 118.7 pkt | 98,5 m    | 118.5 pkt | 237.2 pkt   | 3.      | [ 10 ]        |
| 22.02.2013 (kwalifikacje) – 23.02.2013 | konkurs indywidualny mężczyzn (HS106) | Manuel Fettner             | 100,0 m      | 116.4 pkt    | 7.           | Q            | 96,0 m    | 106.3 pkt | 97,0 m    | 118.8 pkt | 225.1 pkt   | 20.     | [ 11 ] [ 12 ] |
| 22.02.2013 (kwalifikacje) – 23.02.2013 | konkurs indywidualny mężczyzn (HS106) | Stefan Kraft               | 94,5 m       | 106.8 pkt    | 24.          | Q            | 92,5 m    | 101.6 pkt | NQ        | NQ        | 101.6 pkt   | 33.     | [ 11 ] [ 12 ] |
| 22.02.2013 (kwalifikacje) – 23.02.2013 | konkurs indywidualny mężczyzn (HS106) | Wolfgang Loitzl            | 99,0 m       | 115.0 pkt    | 8.           | Q            | 93,5 m    | 107.2 pkt | 97,5 m    | 121.1 pkt | 228.3 pkt   | 17.     | [ 11 ] [ 12 ] |
| 22.02.2013 (kwalifikacje) – 23.02.2013 | konkurs indywidualny mężczyzn (HS106) | Thomas Morgenstern         | 98,5 m       | 110.6 pkt    | 19.          | Q            | 100,0 m   | 114.4 pkt | 100,5 m   | 127.6 pkt | 242.0 pkt   | 5.      | [ 11 ] [ 12 ] |
| 22.02.2013 (kwalifikacje) – 23.02.2013 | konkurs indywidualny mężczyzn (HS106) | Gregor Schlierenzauer      | 98,5 m       | –            | –            | PQ           | 98,0 m    | 120.0 pkt | 97,5 m    | 128.4 pkt | 248.4 pkt   | 2.      | [ 11 ] [ 12 ] |
| 27.02.2013 (kwalifikacje) – 28.02.2013 | konkurs indywidualny mężczyzn (HS134) | Manuel Fettner             | 121,0 m      | 125.7 pkt    | 10.          | Q            | 126,5 m   | 133.0 pkt | 125,5 m   | 139.7 pkt | 272.7 pkt   | 15.     | [ 13 ] [ 14 ] |
| 27.02.2013 (kwalifikacje) – 28.02.2013 | konkurs indywidualny mężczyzn (HS134) | Stefan Kraft               | 116,5 m      | 118.9 pkt    | 18.          | Q            | 124,5 m   | 126.5 pkt | 124,5 m   | 135.8 pkt | 262.3 pkt   | 23.     | [ 13 ] [ 14 ] |
| 27.02.2013 (kwalifikacje) – 28.02.2013 | konkurs indywidualny mężczyzn (HS134) | Wolfgang Loitzl            | 125,0 m      | 135.9 pkt    | 1.           | Q            | 128,5 m   | 138.1 pkt | 132,5 m   | 146.8 pkt | 284.9 pkt   | 4.      | [ 13 ] [ 14 ] |
| 27.02.2013 (kwalifikacje) – 28.02.2013 | konkurs indywidualny mężczyzn (HS134) | Thomas Morgenstern         | 123,5 m      | 129.0 pkt    | 3.           | Q            | 126,0 m   | 128.9 pkt | 125,5 m   | 142.9 pkt | 271.8 pkt   | 16.     | [ 13 ] [ 14 ] |
| 27.02.2013 (kwalifikacje) – 28.02.2013 | konkurs indywidualny mężczyzn (HS134) | Gregor Schlierenzauer      | 124,5 m      | –            | –            | PQ           | 125,0 m   | 131.7 pkt | 128,5 m   | 147.5 pkt | 279.2 pkt   | 8.      | [ 13 ] [ 14 ] |

| Data       | Konkurencja                | Zawodnik                   | Seria 1   | Seria 1   | Seria 1      | Seria 2   | Seria 2   | Seria 2      | Nota łączna | Miejsce | Źródła |
| Data       | Konkurencja                | Zawodnik                   | Odległość | Nota      | Nota drużyny | Odległość | Nota      | Nota drużyny | Nota łączna | Miejsce | Źródła |
| ---------- | -------------------------- | -------------------------- | --------- | --------- | ------------ | --------- | --------- | ------------ | ----------- | ------- | ------ |
| 24.02.2013 | konkurs drużyn mieszanych  | Chiara Hölzl               | 92,5 m    | 109.4 pkt | 484.5 pkt    | 98,5 m    | 121.3 pkt | 502.2 pkt    | 986.7 pkt   | 2.      | [ 15 ] |
| 24.02.2013 | konkurs drużyn mieszanych  | Thomas Morgenstern         | 99,5 m    | 126.0 pkt | 484.5 pkt    | 100,0 m   | 130.1 pkt | 502.2 pkt    | 986.7 pkt   | 2.      | [ 15 ] |
| 24.02.2013 | konkurs drużyn mieszanych  | Jacqueline Seifriedsberger | 97,5 m    | 123.6 pkt | 484.5 pkt    | 99,5 m    | 121.7 pkt | 502.2 pkt    | 986.7 pkt   | 2.      | [ 15 ] |
| 24.02.2013 | konkurs drużyn mieszanych  | Gregor Schlierenzauer      | 99,0 m    | 125.5 pkt | 484.5 pkt    | 100,0 m   | 129.1 pkt | 502.2 pkt    | 986.7 pkt   | 2.      | [ 15 ] |
| 02.03.2013 | konkurs drużynowy mężczyzn | Wolfgang Loitzl            | 130,5 m   | 150.2 pkt | 564.5 pkt    | 128,0 m   | 146.7 pkt | 571.4 pkt    | 1135.9 pkt  | 1.      | [ 16 ] |
| 02.03.2013 | konkurs drużynowy mężczyzn | Manuel Fettner             | 125,5 m   | 137.6 pkt | 564.5 pkt    | 128,0 m   | 138.8 pkt | 571.4 pkt    | 1135.9 pkt  | 1.      | [ 16 ] |
| 02.03.2013 | konkurs drużynowy mężczyzn | Thomas Morgenstern         | 121,0 m   | 137.0 pkt | 564.5 pkt    | 129,5 m   | 144.5 pkt | 571.4 pkt    | 1135.9 pkt  | 1.      | [ 16 ] |
| 02.03.2013 | konkurs drużynowy mężczyzn | Gregor Schlierenzauer      | 124,5 m   | 139.7 pkt | 564.5 pkt    | 129,0 m   | 141.4 pkt | 571.4 pkt    | 1135.9 pkt  | 1.      | [ 16 ] |

### Kombinacja norweska
| Data       | Konkurencja                     | Zawodnik         | Skok      | Skok      | Skok    | Skok   | Bieg    | Bieg    | Wynik łączny | Miejsce | Źródła        |
| Data       | Konkurencja                     | Zawodnik         | Odległość | Punkty    | Miejsce | Strata | Czas    | Miejsce | Wynik łączny | Miejsce | Źródła        |
| ---------- | ------------------------------- | ---------------- | --------- | --------- | ------- | ------ | ------- | ------- | ------------ | ------- | ------------- |
| 22.02.2013 | Zawody indywidualne HS106/10 km | Christoph Bieler | 101,5 m   | 121.4 pkt | 3.      | +0:17  | 29:31.7 | 36.     | 29:48.7      | 8.      | [ 17 ] [ 18 ] |
| 22.02.2013 | Zawody indywidualne HS106/10 km | Wilhelm Denifl   | 96,0 m    | 108.8 pkt | 9.      | +1:07  | 29:36.1 | 38.     | 30:43.1      | 20.     | [ 17 ] [ 18 ] |
| 22.02.2013 | Zawody indywidualne HS106/10 km | Bernhard Gruber  | 96,5 m    | 108.1 pkt | 10.     | +1:10  | 29:04.2 | 22.     | 30:14.2      | 13.     | [ 17 ] [ 18 ] |
| 22.02.2013 | Zawody indywidualne HS106/10 km | Mario Stecher    | 106,0 m   | 121.7 pkt | 2.      | +0:16  | 28:57.4 | 17.     | 29:13.4      | 2.      | [ 17 ] [ 18 ] |
| 28.02.2013 | Zawody indywidualne HS134/10 km | Christoph Bieler | 135,5 m   | 140.7 pkt | 2.      | +0:14  | 28:36.9 | 34.     | 28:50.9      | 16.     | [ 19 ] [ 20 ] |
| 28.02.2013 | Zawody indywidualne HS134/10 km | Wilhelm Denifl   | 135,5 m   | 135.4 pkt | 7.      | +0:35  | 27:35.5 | 19.     | 28:10.5      | 6.      | [ 19 ] [ 20 ] |
| 28.02.2013 | Zawody indywidualne HS134/10 km | Bernhard Gruber  | 136,0 m   | 135.9 pkt | 6.      | +0:33  | 27:26.5 | 16.     | 27:59.5      | 2.      | [ 19 ] [ 20 ] |
| 28.02.2013 | Zawody indywidualne HS134/10 km | Mario Stecher    | 118,5 m   | 115.5 pkt | 21.     | +1:54  | 28:07.9 | 28.     | 30:01.9      | 21.     | [ 19 ] [ 20 ] |
| 24.02.2013 | Zawody drużynowe HS106/4x5 km   | Wilhelm Denifl   | 101,5 m   | 120.4 pkt | 3.      | +0:25  | 14:25.1 | 5.      | 57:41.6      | 5.      | [ 21 ] [ 22 ] |
| 24.02.2013 | Zawody drużynowe HS106/4x5 km   | Bernhard Gruber  | 92,5 m    | 110.8 pkt | 3.      | +0:25  | 14:27.5 | 5.      | 57:41.6      | 5.      | [ 21 ] [ 22 ] |
| 24.02.2013 | Zawody drużynowe HS106/4x5 km   | Lukas Klapfer    | 93,0 m    | 108.9 pkt | 3.      | +0:25  | 14:25.3 | 5.      | 57:41.6      | 5.      | [ 21 ] [ 22 ] |
| 24.02.2013 | Zawody drużynowe HS106/4x5 km   | Mario Stecher    | 91,5 m    | 108.7 pkt | 3.      | +0:25  | 13:58.7 | 5.      | 57:41.6      | 5.      | [ 21 ] [ 22 ] |
| 02.03.2013 | Sprint drużynowy HS134/2x7.5 km | Bernhard Gruber  | 123,0 m   | 123,3 pkt | 3.      | +0:25  | 17:48.4 | 4.      | 35:29.5      | 2.      | [ 23 ] [ 24 ] |
| 02.03.2013 | Sprint drużynowy HS134/2x7.5 km | Wilhelm Denifl   | 122,0 m   | 128,5 pkt | 3.      | +0:25  | 17:41.1 | 4.      | 35:29.5      | 2.      | [ 23 ] [ 24 ] |